# Tillandsia cauligera
Tillandsia cauligera är en gräsväxtart som beskrevs av Carl Christian Mez. Tillandsia cauligera ingår i släktet Tillandsia och familjen Bromeliaceae. Inga underarter finns listade i Catalogue of Life.